# Romuald Beugnon
Romuald Beugnon est un réalisateur français.

## Biographie
Diplômé de la Fémis (département « Réalisation », promotion 2000), Romuald Beugnon est le réalisateur de plusieurs courts métrages documentaires ou de fiction.
Son premier long métrage, Vous êtes de la police ?, sorti en 2007, a obtenu le prix du public Fox Crime au Noir Film Festival de Courmayeur.

## Filmographie

### Courts métrages
- 1998 : Plus ou moins Gérard (*)
- 1998 : Aspirez ! (*)
- 1998 : La Verdine (*)
- 1999 : Bonne fête papa (*)
- 1999 : Œdipe meurtrier sans remords ni regrets (*)
- 2001 : Saïd (*)
- 2003 : Concessions à perpétuité (*)
- 2006 : Béa
- 2015 : Petit fil(s)

(*) Films réalisés à la Fémis

### Long métrage
- 2007 : Vous êtes de la police ?